# À nous et à vous !
Pour plus de détails, voir Fiche technique et Distribution.
À nous et à vous ! (russe : За нас с вами, Za nas s vami) est un film dramatique russe réalisé par Andreï Smirnov et sorti en 2023.

## Synopsis
Le film se déroule à Moscou à la fin de l'année 1952 et au début de l'année 1953. Les personnages principaux sont des membres de la famille intellectuelle Petkevitch, qui vivent dans un appartement communautaire et sont confrontés à des manifestations d'antisémitisme et à la répression stalinienne, mais qui, malgré cela, conservent leur foi en la décence humaine.

## Fiche technique
- Titre original : À nous et à vous ![2]
- Titre original russe : За нас с вами, Za nas s vami[3]
- Réalisation : Andreï Smirnov
- Scénario : Andreï Smirnov
- Photographie : Sergueï Medvedev
- Montage : Alla Strelnikova
- Production : Anastassia Birioukova, Andreï Smirnov, Ielena Smirnova (ru)
- Sociétés de production : Marmot-film
- Pays de production :  Russie
- Langue originale : russe
- Format : couleur
- Genres : Drame
- Durée : 150 minutes
- Date de sortie :
  - Russie : 26 mai 2023

## Distribution
- Ioulia Sniguir : Dina
- Andreï Smoliakov : Pavel
- Irina Rozanova : Anguelina
- Alexandre Oustiougov : Boris
- Alexandre Kouznetsov : Ivan
- Leonid Iarmolnik : Dorfman
- Ksenia Rappoport : Zina
- Ivan Dobronravov (ru) : Oleg

## Production
Le tournage a eu lieu de février à mai 2022 à Moscou et à Torjok. La production a été assurée par Marmot-Film.
L'interprète de l'un des rôles principaux, Ioulia Sniguir, a déclaré dans une interview : « Il ne faut pas s'attendre à une histoire sombre et dure. En fait, il s'agit d'un film sur l'amour, sur le fait que l'amour est la chose la plus importante dans la vie, et qu'il vous permet de faire face à tout »

## Accueil critique
Le film a été classé parmi les films les plus attendus de l'année par le site ProfiCinema.
Le film a reçu presque exclusivement des critiques positives dans la presse russes, telles que recensées par le site Kritikanstvo.ru.